# Eccoptopus longitarsis
Eccoptopus longitarsis är en tvåvingeart som först beskrevs av Macquart 1838.  Eccoptopus longitarsis ingår i släktet Eccoptopus och familjen rovflugor. Inga underarter finns listade i Catalogue of Life.